# Statul Deseret

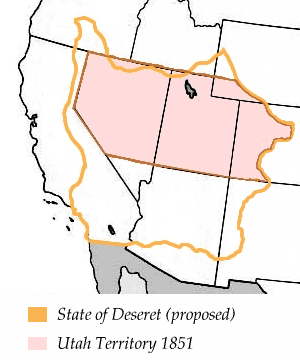
Limitele statului provizoriu Deseret (în portocaliu) aşa cum a fost propus de mormoni în 1849. Zona corespunzând Teritoriului Utah (conform originalului, Utah Territory) așa cum a fost organizat în 1850 este colorată în roz..

Statul Deseret, conform originalului, [The] State of Deseret, a fost un stat provizoriu (sau propus dar nerealizat, ori un stat-alternativă/încercare) al Statelor Unite ale Americii, propus în 1849 de către mormonii stabiliți în statul Utah de mai tărziu, în orașul fondat de ei, Salt Lake City.
Statul provizoriu Deseret a existat pentru ceva mai mult de doi ani, 1849 - 1851, dar nu a fost niciodată recunoscut de guvernul Statelor Unite. Numele derivă din cuvântul "albină de miere" din Book of Mormon (vedeți capitolul Deseret).

## Istorie

### Geneza propunerii
Când membrii Bisericii Mormone, conform denumirii corecte a originalui numelui care este The Church of Jesus Christ of Latter-Days Saints (Biserica LDS, dar de multe ori doar LDS, Latter Day Saints), pionierii mormoni, s-au stabilit în Utah, în locul numit Salt Lake Valley, în vecinătatea Marelui Lac Sărat (conform originalului, Great Salt Lake), au dorit ca să stabilească o formă de organizare teritorială și un guvern local care să fie recunoscute de guvernul federal al Statelor Unite.
Inițial, Brigham Young, Președintele Bisericii LDS, intenționase să aplice pentru statutul de teritoriu organizat și trimisese la Washington, D.C. pe emisarul său special, John Milton Bernhisel, cu petiția adresată Congress-ului statelor Unite. Realizând că atât California cât și New Mexico aplicau pentru statutul de stat al Statelor Unite în aceeași perioadă de timp, Young a considerat că trebuie să aplice direct pentru statutul de stat al Uniunii și nu doar de teritoriu al acesteia.
În martie 1849, realizând că nu exista timpul fizic pentru a urma pașii normali spre statutul de stat al SUA, Young și un grup de colabotori de ai săi din cadrul bisericii au formulat rapid schița unei constituții a viitorului stat bazată pe constituția pe care mormonii o folosiseră pentru perioada de timp când aceștia se stabiliseră temporar în Iowa. Din moment ce la acea vreme nu exista nici o presă de tipărit în regiunea marelui Bazin, mormonii au trimis materialele de tipărit (înregistrările oficiale legislative și constituția) înapoi în Iowa. După revenirea materialelor tipărite înapoi în Utah, consiliul de conducere al Biserii LDS a trimis un al doilea emisar la Washington, D.C., care s-a întâlnit cu Bernhisel, urmând a solicita o petiție de statut de stat și nu una de teritoriu.